# Kostomlaty nad Labem (nádraží)
Kostomlaty nad Labem jsou železniční stanice v severní části stejnojmenné obce v okrese Nymburk ve Středočeském kraji nedaleko říčky Vlkavy, kterou zde trať můstkem překonává. Leží na elektrizované trati Praha – Lysá nad Labem – Kolín (3 kV ss).

## Historie
Stanice byla vybudována jakožto součást Rakouské severozápadní dráhy (ÖNWB) spojující Vídeň a Berlín, autorem univerzalizované podoby stanic pro celou dráhu byl architekt Carl Schlimp. 4. října 1873 projel Kostomlaty první vlak při zprovoznění 14 kilometrů dlouhého úseku z Nymburka do Lysá nad Labem, 1. ledna 1874 odtud dále prodlouženého do Mělníka a Ústí nad Labem. Ten samý den otevřela ÖNWB z Lysé odbočku ve směru na Prahu (provizorní nádraží Praha-Rohanský ostrov, po dokončení Praha-Těšnov), páteřní trasa Vídeň-Berlín Prahou neprocházela.
Roku 1909 byl zdvoukolejněn úsek Lysá nad Labem - Mělník, kompletní druhá kolej byla mezi Kolínem a Děčínem dokončena během první světové války, zejména s pracovním nasazením ruských a italských válečných zajatců. Ve druhé polovině 20. století vznikla jednopatrová přístavba k původní budově. Elektrizace trati procházející stanicí byla provedena v roce 1958.

## Popis
Nachází se zde čtyři nekrytá jednostranná nástupiště, k příchodu k vlakům slouží přechody přes kolejiště.

## Bohumil Hrabal
Během druhé světové války na kostomlatském nádraží sloužil jako výpravčí spisovatel Bohumil Hrabal. Tato praxe jej později ovlivnila při tvorbě knihy Ostře sledované vlaky. Roku 2014 mu zde byla odhalena pamětní deska.